# Constituição da Noruega

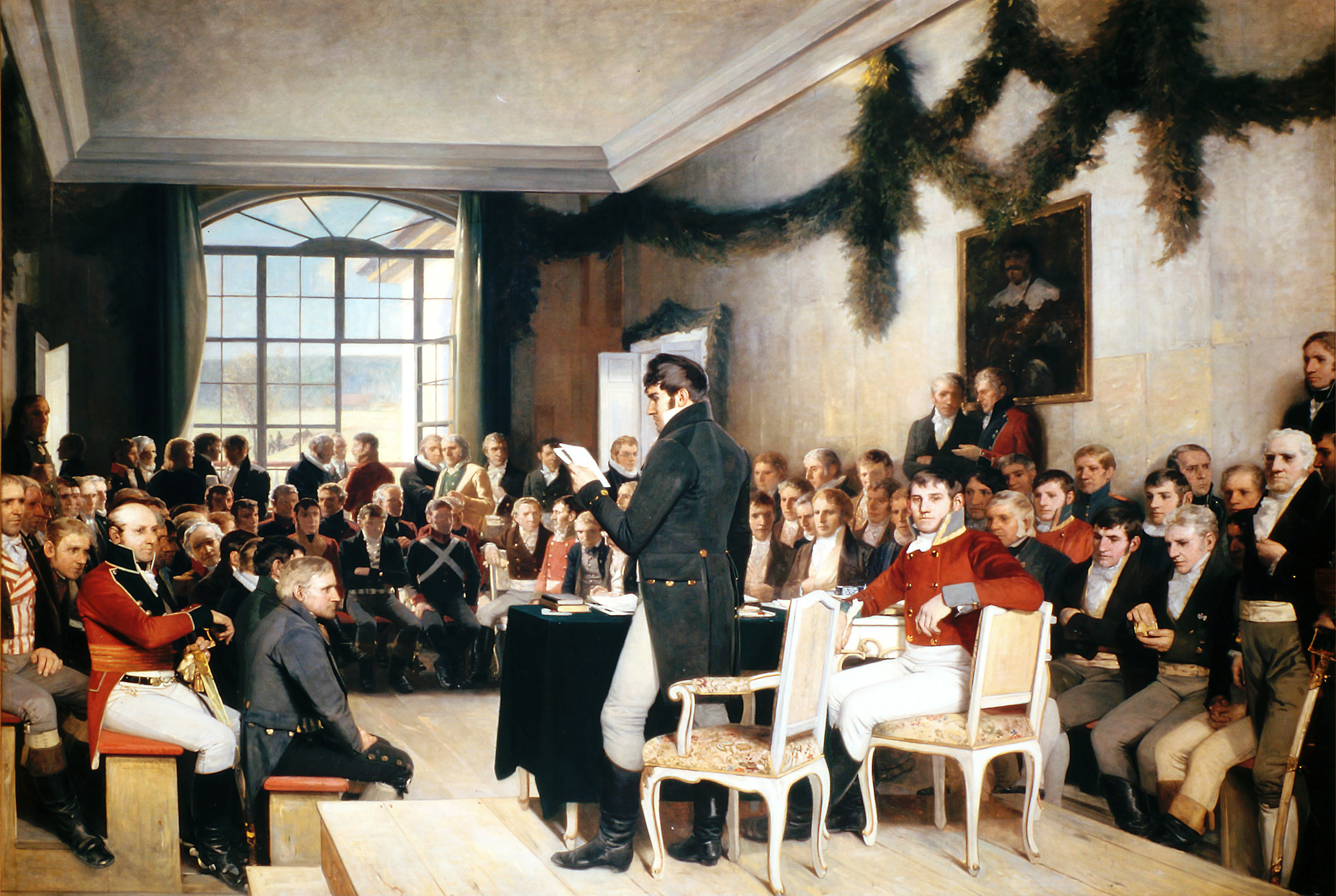
A assembleia constituinte reunida em Eidsvoll, em 1814.

A Constituição da Noruega foi adoptada a 16 de maio de 1814 por uma assembleia constituinte reunida em Eidsvoll (uma pequena cidade a norte da capital, que naquela altura se chamava Christiania) e assinada a 17 de maio, que passou a ser o Dia Nacional da Noruega. Esta constituição foi inspirada pela Declaração da Independência dos Estados Unidos, de 1776 e pela Revolução Francesa de 1789 e foi, naquela época, considerada a constituição mais radical da Europa.

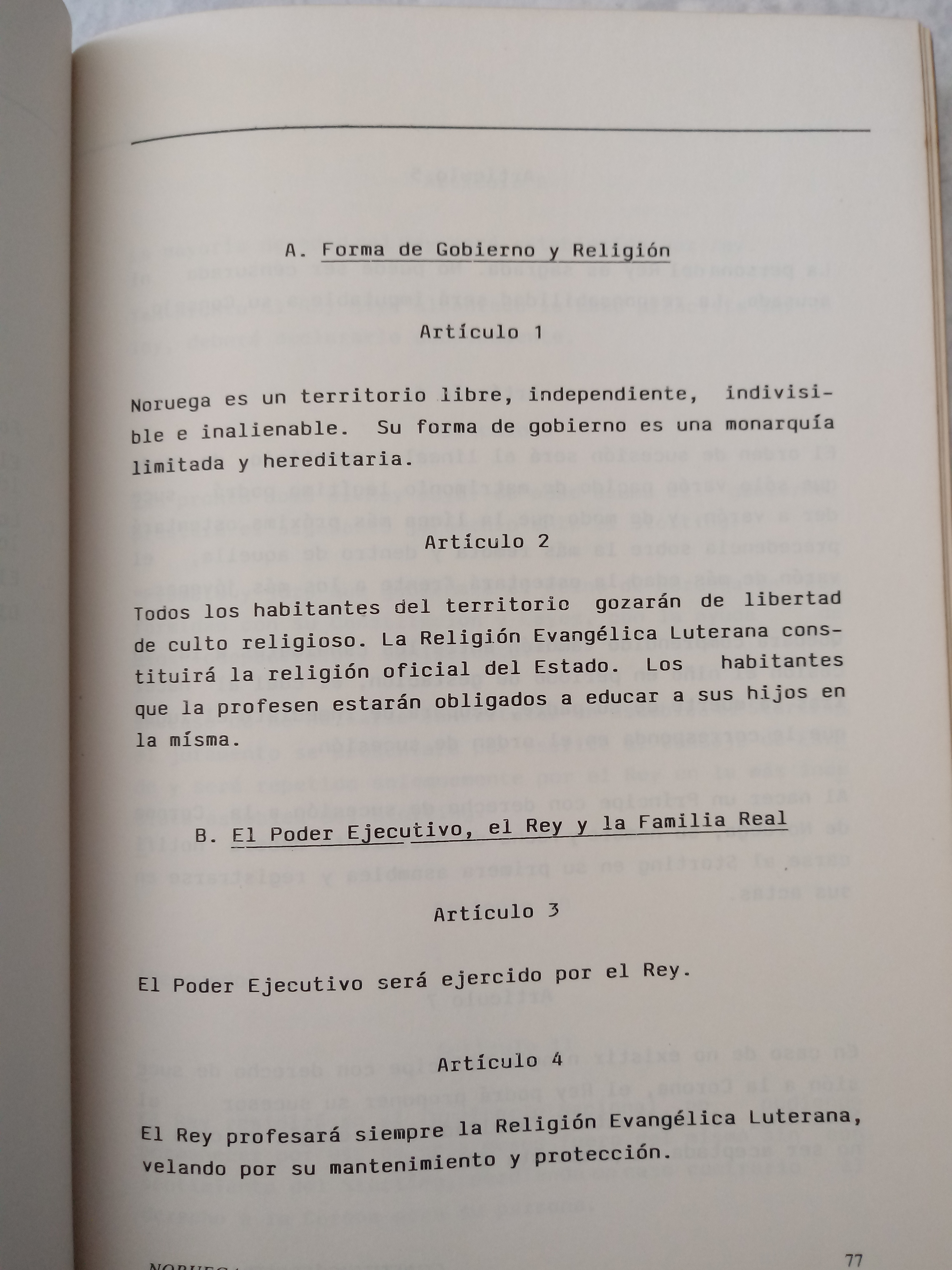
Parte inicial em espanhol na coleção Constituições Estrangeiras do Senado Federal do Brasil, 1987.

Segundo a constituição, que teve várias emendas, sendo a mais recente em 23 de julho de 1995, o poder executivo é da responsabilidade do rei (embora diga que é uma responsabilidade “limitada”) mas, de fato, o país funciona como uma monarquia democrática parlamentar.